# Oltar
Il monte Oltar con 2.521 m s.l.m. è una montagna della catena montuosa dei Monti di Martuljek della Catena della Škrlatica delle Alpi Giulie. È situato nel comune di Kranjska Gora in Slovenia, nella regione dell'Alta Carniola all'interno del Parco nazionale del Tricorno.

## Descrizione
L'accesso più facile inizia dalla valle di Vrata.